# Ptochophyle virgata
Ptochophyle virgata är en fjärilsart som beskrevs av Reginald James West 1930.
Ptochophyle virgata ingår i släktet Ptochophyle och familjen mätare. Inga underarter finns listade.